# HD 68478
HD 68478 è una stella bianco-azzurra nella sequenza principale di magnitudine 6,44 situata nella costellazione delle Vele. Dista 1631 anni luce dal sistema solare. Domina l'ammasso aperto NGC 2547.

## Osservazione
Si tratta di una stella situata nell'emisfero celeste australe, situata nella parte centro-orientale dell'ammasso NGC 2547, ben osservabile anche con un binocolo. La sua posizione è fortemente australe e ciò comporta che la stella sia osservabile prevalentemente dall'emisfero sud, dove si presenta circumpolare anche da gran parte delle regioni temperate; dall'emisfero nord la sua visibilità è invece limitata alle regioni temperate inferiori e alla fascia tropicale. Essendo di magnitudine pari a 6,4, non è osservabile ad occhio nudo; per poterla scorgere è sufficiente comunque anche un binocolo di piccole dimensioni, a patto di avere a disposizione un cielo buio.
Il periodo migliore per la sua osservazione nel cielo serale ricade nei mesi compresi fra dicembre e maggio; nell'emisfero sud è visibile anche all'inizio dell'inverno, grazie alla declinazione australe della stella, mentre nell'emisfero nord può essere osservata limitatamente durante i mesi della tarda estate boreale.

## Caratteristiche fisiche
La stella è una bianco-azzurra nella sequenza principale; possiede una magnitudine assoluta di -2,05 e la sua velocità radiale positiva indica che la stella si sta allontanando dal sistema solare.